# John Badham
John Badham (Luton, 25 augustus 1939) is een Brits-Amerikaans filmregisseur.
In goed twintig jaar tijd, tussen 1976 en 1997, leverde hij zestien bioscoopfilms af waarvan Saturday Night Fever (1977), WarGames (1983) en Stakeout (1987) de bekendste zijn.

## Leven en werk

### Afkomst en opleiding
Badham werd geboren in Engeland als de zoon van een Amerikaanse generaal en een Engelse actrice. Toen hij twee jaar oud was verhuisde hij naar de Verenigde Staten. Het gezin vestigde zich in Birmingham, de geboortestad van zijn vader. 
Badham volgde er privaatonderwijs in een toen gloednieuwe liberale jongensschool. Daarna volgde hij universitair onderwijs aan de Yale-universiteit. 

### Regisseur van bioscoopfilms
Badham had al vijf jaar ervaring in de televisiewereld opgedaan toen hij in 1976 met The Bingo Long Traveling All-Stars & Motor Kings zijn debuut als bioscoopfilmregisseur maakte. Deze succesrijke komische sportfilm speelde zich af in de wereld van de Negro League, een honkballiga die was voorbehouden aan Afro-Amerikanen. 
Een jaar later brak Badham door toen hij John G. Avildsen mocht vervangen bij de opnames van Saturday Night Fever. Deze muziekfilm was een immense kaskraker en betekende eveneens de doorbraak van John Travolta.
Met Dracula verwezenlijkte Badham vervolgens een 'gothic' horrorfilm die redelijk wat succes kende.
Het drama Whose Life Is It Anyway? (1981) bracht het verhaal van een vroeger heel actieve man die ten gevolge van een ongeval breuken heeft opgelopen en verscheidene geraakte organen heeft. Hij komt ook tetrapleeg uit het ongeval. Hij verzeilt al gauw in een ernstige depressie en doet een beroep op een advocaat om euthanasie af te dwingen. De film ontgoochelde echter aan de filmkassa's.   
De actiethriller Blue Thunder (1983) werd wel grotendeels positief ontvangen, zowel door de kritiek als door het publiek. In datzelfde jaar regisseerde Badham de sciencefictionfilm WarGames, een van de betere Koude Oorlogfilms van de jaren tachtig. Deze technothriller over een student, een hacker avant la lettre, die zonder het te beseffen inbreekt in de hoofdcomputer van het Amerikaans leger, was een tweede kenmerkende film voor Badham en zijn tweede meest succesrijke film.
Het sportdrama American Flyers (1985) viel weinig in de smaak van het publiek ondanks de aanwezigheid van Kevin Costner in de hoofdrol.
De komische sciencefictionfilm Short Circuit (1986) had het over een geavanceerde robot die tot leven komt. De komische politiefilm Stakeout (1987) dankte zijn grote bijval aan de buddy cop-tandem Richard Dreyfuss-Emilio Estevez. De komische actiefilm Bird on a Wire (1990) ging dan weer aan de slag met de erg geslaagde tandem Mel Gibson-Goldie Hawn. The Hard Way (1991), nog een komische politiefilm, had als troef de buddy cop-tandem James Woods-Michael J. Fox die af te rekenen heeft met een seriemoordenaar. 
Met deze vier opeenvolgende succesfilms, Stakeout en Bird on a Wire voorop, knoopte Badham weer aan met het grote succes. 
In 1993 draaide Badham met Another Stakeout een sequel van Stakeout. Zijn laatste vermeldenswaardige film was de actiethriller Drop Zone (1994), geen onverdeeld succes. Zijn twee laatste films, Nick of Time (met Johnny Depp, 1995) en Incognito (1997), waren flops.

### Televisie
Aan het begin van de jaren tweeduizend hernam Badham zijn televisiewerk dat hij vijfentwintig jaar lang had stopgezet. Sindsdien draaide hij heel wat afleveringen van Amerikaanse televisieseries. 

### Privéleven
Badham was eerst getrouwd met de actrice Bonnie Hughes, van 1967 tot 1979. Ze hebben samen een kind. Badham's tweede vrouw was de actrice Jan Speck, van 1983 tot 1990. Sinds 1992 is hij gehuwd met filmsetbouwster Julia Badham.
Badham is de oudere broer van de actrice Mary Badham die in 1963 op tienjarige leeftijd werd genomineerd voor de Oscar voor beste vrouwelijke bijrol in het drama To Kill a Mockingbird. 

## Filmografie

### Bioscoopfilms
- 1976 - The Bingo Long Traveling All-Stars & Motor Kings
- 1977 - Saturday Night Fever
- 1979 - Dracula
- 1981 - Whose Life Is It Anyway?
- 1983 - Blue Thunder
- 1983 - WarGames
- 1985 - American Flyers
- 1986 - Short Circuit
- 1987 - Stakeout
- 1990 - Bird on a Wire
- 1991 - The Hard Way
- 1993 - Point of No Return
- 1993 - Another Stakeout
- 1994 - Drop Zone
- 1995 - Nick of Time
- 1997 - Incognito

### Televisiefilms (kleine selectie)
- 1973 - Isn't It Shocking?
- 1974 - Reflections of Murder
- 1999 - The Jack Bull
- 2000 - The Last Debate
- 2002 - Brother's Keeper
- 2003 - Footsteps
- 2004 - Evel Knievel

### Televisieseries (selectie)
- 1971 - Night Gallery (1970-1973)
- 1973 - The Streets of San Francisco (1972-1977)
- 1973 - Cannon (1971-1976)
- 1973 - Kung Fu (1972-1975, 1 episode)
- 1973 - Police Story (1973-1978)
- 2003 - The Shield (2002-2008, 1 episode)
- 2005 - Blind Justice (2005)
- 2006 - Heroes (2006-2010, 2 episodes)
- 2007 - Crossing Jordan (2001-2007)
- 2007 - Standoff (2006-2007)
- 2007 - Las Vegas (2003-2008, 1 episode)
- 2007 - Psych (2006-2014, 6 episodes)
- 2008 - Men in Trees (2006-2008, 1 episode)
- 2008 - In Plain Sight (2008-2012, 1 episode)
- 2009 - Criminal Minds (2005-2020, 1 episode)
- 2010 - The Event (2010-2011, 1 episode)
- 2012 - Nikita (2010-2013, 3 episodes)
- 2014 - Constantine (2014-2015, 1 episode)
- 2014 - Supernatural (2005-2020, 9 episodes)
- 2015 - 12 Monkeys (2015-2018, 1 episode)
- 2015 - Arrow (2012-2020, 1 episode)
- 2018 - Siren (2018-2020, 3 episodes)